# Collaboration féminine
 (juin 2025).
Pour les articles homonymes, voir Collaboration (Seconde Guerre mondiale).

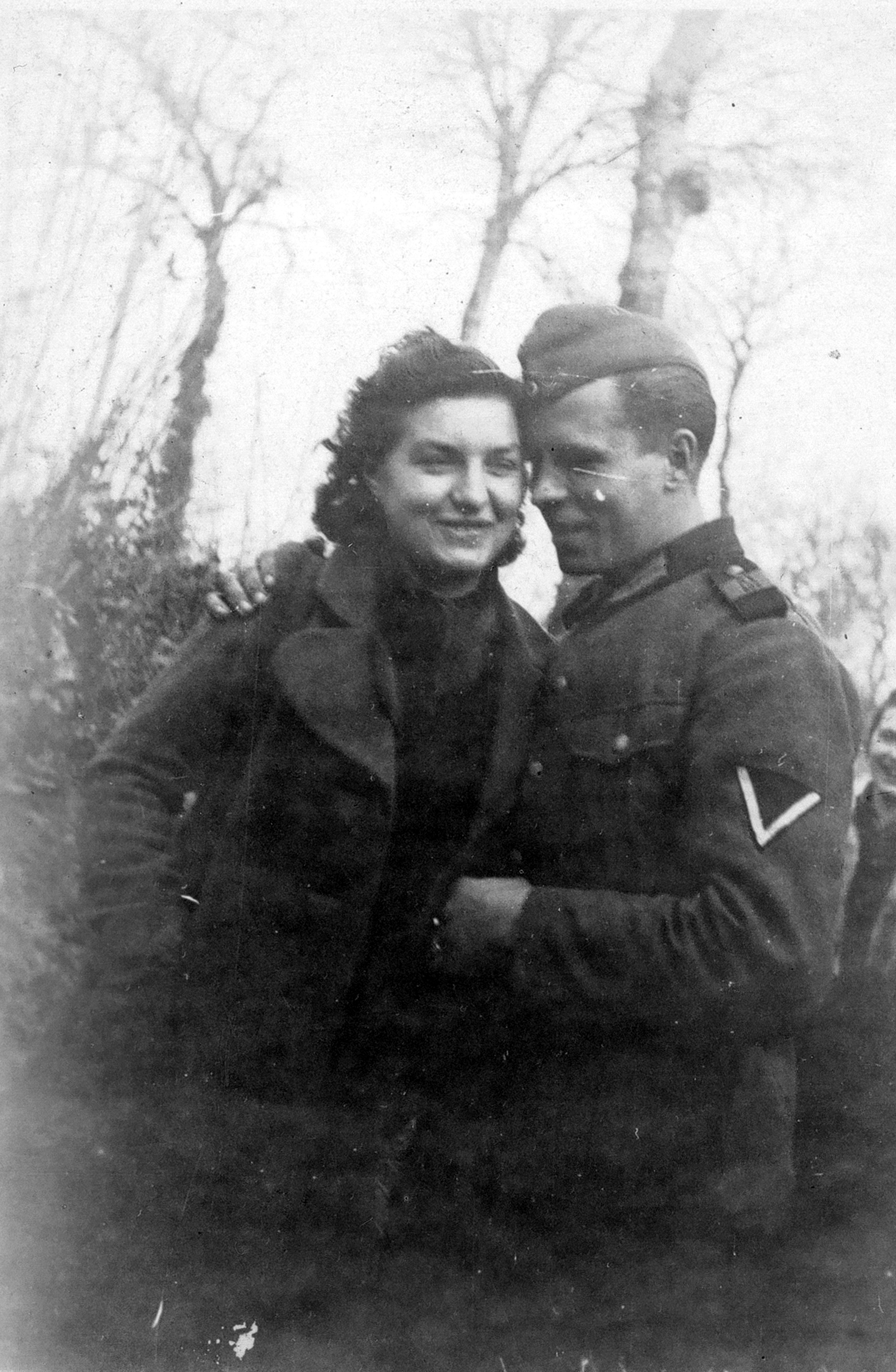
Civile avec un soldat allemand, en Normandie.

Les termes de collaboration féminine, collaboration horizontale ou collaboration sentimentale s’appliquent, selon les cas, quand des femmes des pays occupés par le Troisième Reich ont eu des relations sexuelles avec des Allemands.

## Définition

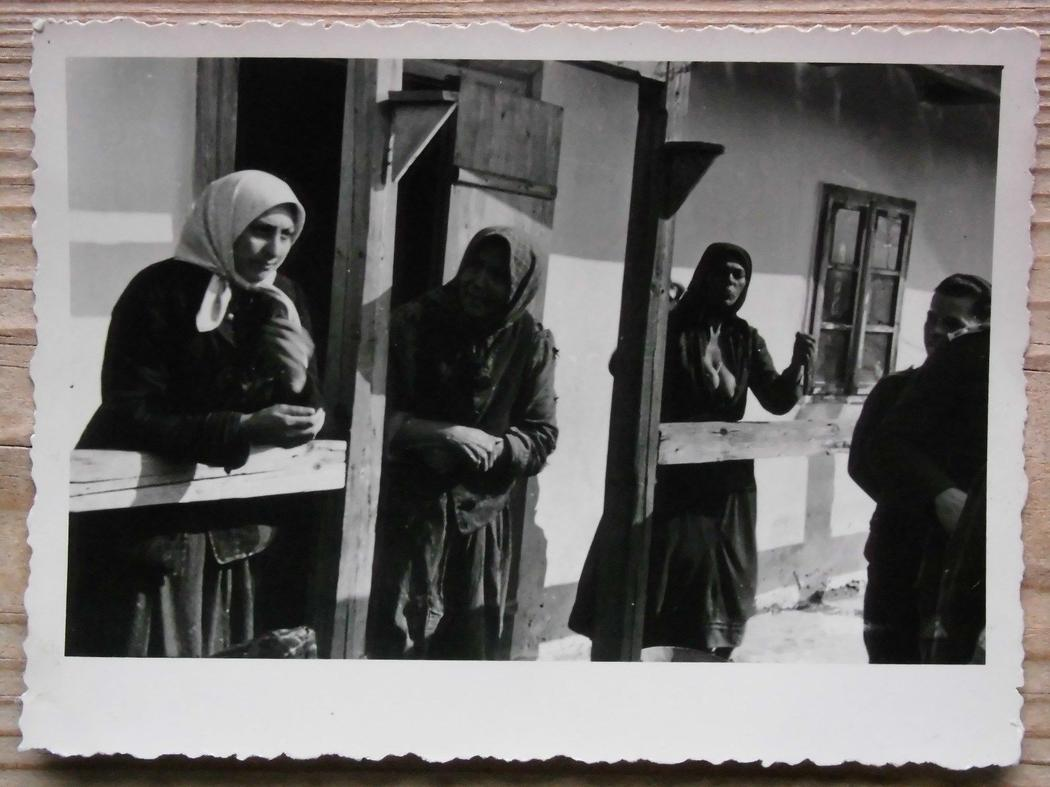
Photo d'un débit de boisson pour soldats allemands, pendant la Seconde Guerre mondiale, prise en 1942 dans les Balkans.

Les termes « collaboration horizontale » ou « collaboration sentimentale » sont généralement employés lorsqu'il s’agit de relations sexuelles. Une autre forme de collaboration féminine consiste en la fourniture de renseignements à l’armée allemande. Ces diverses formes de collaboration peuvent être simultanées. Elles concernent majoritairement des femmes employées par les Allemands.
Le phénomène est important : en France, environ un cinquième des collaborateurs poursuivis sont des femmes. Environ 6 000 femmes sont incarcérées à la prison de Fresnes en 1946 pour collaboration. Elles sont condamnées globalement aux mêmes peines (travaux forcés, prison, voire peine de mort).
Cependant, les motifs d’inculpation diffèrent : dans 68 % des cas, elles le sont pour dénonciation. Les autres motifs sont les relations intimes avec l’occupant (« collaboration horizontale »), la prostitution, les relations (familiales, amicales ou d’intérêt) avec des collaborateurs, et un emploi à la Gestapo ou à l’Abwehr. Quelques condamnations sont prononcées également pour collaboration économique, marché noir, propos antinationaux et adhésion à un organisme collaborateur. La sexualité n’est souvent pas un motif retenu de poursuites : la chambre civique de Rennes casse un arrêt de celle de Quimper, en considérant que les relations sexuelles avec un membre des troupes d’occupation « ne constituent pas [une] aide directe ou indirecte à l'Allemagne ». La promiscuité avec ces troupes entraîne cependant un plus grand soupçon concernant la délation.
En France, la répression de la collaboration féminine ne diffère pas de l’épuration générale : des exécutions sommaires ont lieu (454, dont quelques-unes paient pour un homme de leur entourage, époux, patron, fils, amant), parfois la tonte des coupables les punit dans leur corps ; ensuite, la répression judiciaire prend le relais. Deux camps sont réservés aux femmes collaboratrices, à Jargeau et Haguenau. En 1946, elles sont internées dans 14 centres spécialisés, dont deux centrales (à Rennes et Haguenau). En 1951, la seule centrale subsistante est celle de Rennes.
Dans certains départements à forte présence militaire allemande, le nombre de femmes condamnées à l’indignité nationale est supérieur au nombre d’hommes condamnés à la même peine, essentiellement pour « collaboration sentimentale » (terme administratif d’époque). Dans le Morbihan (où se trouvent les ports de Lorient et Vannes), 55 % des personnes arrêtées, mais 69 % des condamnés sont des femmes. Elles sont de plus condamnées à des peines plus lourdes que les hommes.
Lorient offre un cas particulier, étudié par Luc Capdevila : les Allemands résistent jusqu’au 10 mai 1945, et les civils sont évacués à 90 % en février 1945. Parmi les 194 collaborateurs arrêtés le 8 mai, 189 sont des femmes, concubines de soldats allemands. Il s’agit essentiellement de femmes jeunes, voire mineures, de milieux pauvres, sans ressources ni solidarité (orphelines d’au moins un parent pour la moitié d’entre elles), déracinées (un tiers viennent de l’extérieur de la Bretagne). L’image répandue de la femme légère, changeant souvent d’amant ou trompant son mari prisonnier en Allemagne, ne concerne que quelques-unes de ces femmes, qui cherchaient pour la plupart un protecteur. Les reproches qu’on leur adresse tiennent plus à leur anticonformisme, voulu ou subi : elles sont indépendantes financièrement car elles travaillent, disposent de leur corps en ayant un amant hors-mariage, voire en n’ayant pas d’enfant, le tout en dehors de toute structure patriarcale.

### bibliographie
- Max Lagarrigue (en), « Épuration, attentats, affabulation : le Tarn-et-Garonne à la Libération », Arkheia, no 5-6, Montauban, 2002
- Jacky Tronel, « L’Épuration et les femmes en Dordogne (1944-1951) », Arkheia, no 17-18, Montauban, 2006
- Cyril Eder, Les comtesses de la Gestapo, Grasset, 2007.
- Fabrice Virgili, La France “virile” – Des femmes tondues à la Libération, Éditions Payot et Rivages, Paris, 2000, 392 p.  (ISBN 2-228-89346-3 et 978-2228893466) [présentation en ligne sur le site ihtp.cnrs.fr (page consultée le 7 mai 2009)] (réédition en 2004)
- Max Lagarrigue, « Épuration sauvage, légale : vengeance ou soif de justice de la Résistance ? », Arkheia no 17-18, 2006 ; publié dans Max Lagarrigue, La France sous l'Occupation, éd. CRDP Languedoc-Roussillon, coll. « 99 questions sur... », Montpellier, 2007 , 222 p.  (ISBN 2866262808 et 978-2-86626-280-8)
- Cyril Eder, Les Comtesses de la Gestapo, Texto, 2020.
- Pierre Brana et Joëlle Dusseau, Collaboratrices, 1940-1945, Perrin, 2024.

### Œuvres diverses
- La chanson écrite, composée et interprétée par Gérard Lenorman, Warum mein Vater (Pourquoi mon père).
- Le film de Christian-Jaque, Boule de Suif.
- L'album de bande-dessinée Collaboration Horizontale (2017), de Navie (Virginie Mosser) et Carole Maurel.